# رون كوب
رون كوب (بالإنجليزية: Ron Cobb)‏ هو فنان تشكيلي ورسام كارتون ومخرج أمريكي، ولد في 1937 في لوس أنجلوس في الولايات المتحدة.

## وصلات خارجية
- الموقع الرسمي
- رون كوب على موقع IMDb (الإنجليزية)
- رون كوب على موقع ألو سيني (الفرنسية)
- رون كوب على موقع أول موفي (الإنجليزية)
- رون كوب على موقع قاعدة بيانات الأفلام السويدية (السويدية)
- رون كوب على موقع قاعدة بيانات الفيلم (الإنجليزية)
- رون كوب على موقع كينوبويسك (الروسية)